# 와이즈넛

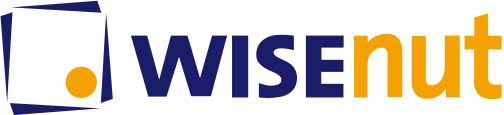

와이즈넛(영어: WISEnut)은 2000년 5월 설립된 인공지능기반 챗봇 및 빅데이터 수집, 분석, 검색 솔루션 전문 기업이다.
대표적인 솔루션으로는 인공지능 챗봇 솔루션 와이즈 아이챗(WISE i Chat)과 인공지능 컨텐츠 큐레이팅 솔루션 와이즈 아이데스크(WISE i Desk), 인공지능 통합 검색 솔루션인 서치포뮬러원(Search Formula-1), 인공지능 기반 클라우드 서비스형(SaaS) 챗봇인 현명한 앤써니가 있으며, 생성형 인공지능 솔루션인 와이즈 아이랙(WISE iRAG), 빅데이터 의미분석 솔루션, 외부 정보 수집 솔루션, 자동 분류 솔루션 등이 있다.
와이즈넛은 인공지능산업 생태계를 대표하는 사업협회인 지능정보산업협회(228개사)의 부회장사와, SW산업의 건전한 발전과 진흥을 위한 사업협회인 한국소프트웨어산업협회(10,634개사)의 부회장사를 맡고 있으며,데이터 산업 경쟁력 확보와 혁신성장을 위한 사업협회인 한국데이터산업협회(96개사)의 수석 부회장사를 역임하고 있다.
2016년 인공지능 기업으로는 최초로 매출액 200억원 돌파뿐만 아니라 지난 2020년 자체 기록을 또 한번 갱신하여 매출액 300억 원을 달성하는 등, 인공지능 챗봇 및 검색SW 1위 기업으로 업계를 선도해나가고 있다.

## 20년 이상 자연어처리 원천기술 개발 및 빅데이터·인공지능 기술 보유 기업
와이즈넛은 지난 24년간, 언어처리기술 기반의 검색SW를 시작으로 인공지능 챗봇(Chatbot)에 이르기까지 끊임없는 기술혁신과 원천기술 확보 등을 통해 국내 5,000여 고객사 및 글로벌 10개국에 인공지능SW를 제공하고 시장을 선도하고 있다.
2000년 설립 이후부터 현재까지 자체 부설 R&D연구소를 통해 인공지능SW 기반 기술인 언어처리 기술 및 의미 분석 기술, 텍스트 마이닝, 인공지능 대화처리 기술 등을 지속적으로 개발해 왔다. 이러한 원천기술을 기반으로 인공지능 챗봇, 빅데이터, 검색, 분석 등의 분야에서 사업을 영위하고 있다.
또한, 와이즈넛은 한국어, 영어, 일본어, 중국어 등 다국어 형태소 분석기술을 지속 개발했으며, 2004년 동종 업계 최초로 멕시코 전자정부에 검색솔루션 공급을 시작으로 미국 NBC.COM 뉴스피딩 시스템 공급하는 등 세계시장을 무대로 인공지능 솔루션을 공급해왔다. 또한 2008년 아시아 시장 확대를 목적으로 일본 동경 현지 사무소 개소 등 해외 시장 확대에 투자를 지속하고 있다.
2015년 인공지능 기반 글로벌 빅데이터 분석기업 루미노소(Luminoso)와 인공지능 기반의 비정형 빅데이터 분석 시스템을 위한 양사간 기술융합 관련 협약을 체결하는 등 언어처리기술에 대한 국내뿐만 아니라 글로벌 경쟁력 강화에도 앞장서고 있다.
2021년 차세대 인공지능 검색 솔루션인 SF-1 V7이 출시했으며, 주요 특징으로 AI기반의 정교한 랭킹 알고리즘 적용, 초대용량 데이터 처리, 클라우드(SaaS) 환경 최적화, 관리도구 업그레이드를 통해 최적의 검색환경을 제공한다.

## 국내 최다 인공지능 챗봇 상용화 구축 사례 보유 기업
와이즈넛은 국내 최다 인공지능 챗봇 구축을 통해 대민 서비스 뿐만 아니라 내부 업무 등에 적용되고 있으며, 지속적인 시장 확대를 통해 공공 및 기업 분야 다양한 상용화 사례를 제시하고 있다.
인공지능 챗봇 솔루션 ‘와이즈 아이챗 (WISE i Chat)’기술 개발에 대한 지속적인 R&D 투자를 기반으로, 현재 공공기관, 금융, 제조, 유통, 미디어, 의료 등 산업별로 공급되고 있다. 와이즈 아이챗은 당사가 지난 24년간 자연어처리 관련 원천기술과 국내 최다 빅데이터 및 인공지능 사업 노하우를 통해 개발된 솔루션으로, 국내 최다 챗봇 상용화 및 구축 사례를 통해 시장을 선도하고 있다.
와이즈 아이챗은 구축형(On-premise) 뿐만 아니라, 클라우드 서비스형(SaaS)으로 와이즈 아이챗의 기반 기술을 바탕으로 한 ‘현명한앤써니(WISE Answerny)’도 제공하여, 고객의 비즈니스 환경과 운영 및 유지관리 인력, 예산에 따라 도입이 가능하다. 특히, 서비스형의 경우 구축형 챗봇 도입에 어려움을 겪거나 클라우드형 서비스를 원하는 고객들에게 제공되고 있으며, 챗봇 기획부터 운영까지 원스톱으로 제공하여 구축형보다 부담없이 이용할 수 있다.
와이즈 아이챗은 전 산업계가 인공지능을 활용한 기업의 비대면 서비스 역량을 강화시킬 수 있는 핵심 서비스를 제공할 수 있는 챗봇SW로서, 이미 공공기관 및 산업 곳곳에 도입되어 효과를 입증하고 있음 공공분야에서는 국민건강보험공단의 '건강이지' 챗봇, 한국남부발전 챗봇, 인천공항공사 ‘에어봇’,오산시 차량등록사업소 '까봇' 등이 있고 산업분야에서는 신한은행 고객 상담 챗봇 ‘오로라’, 삼성전기 내부 챗봇, 이화여자대학교 '채티' 아주대학교 ‘새봇’ 등이 있다.

## 인공지능 기술을 활용한 사회공헌 활동
지난 2020년 2월, 코로나19 재난 상황 속에서, 넘쳐나는 무분별한 정보로 국민과 공공기관의 잘못된 정보 취득의 혼란을 막고자, 와이즈넛은 인공지능 챗봇 선도 기술을 활용한 사회 공헌 활동으로서 대한민국 국민이면 누구나 대상별 맞춤 정보를 실시간 확인할 수 있는 코로나19 챗봇을 무상으로 제공하고 있다. 이를 통해, 국민들이 자연어 질의를 통해 신뢰도 있는 정보를 가장 정확하고 편리하게 찾을 수 있도록 제공하는 데 일조했다.

## 비전(Vision)과 가치(Value)
와이즈넛은 “Perfect Communication”의 비전을 가지고 ‘사람과 사람’, ‘사람과 사물’, ‘사람과 세상’간 자유롭고 평등한 의사소통을 할 수 있는 혁신적인 인공지능 기술을 제공한다. 세상 모든 것과의 커뮤니케이션을 위한 비전을 중심으로 미래에 대한 준비에 박차를 가하고 있다.  ‘세상 모든 것과의 커뮤니케이션’의 비전을 위해, 와이즈넛이 추구하는 핵심 가치는 다음과 같다.
1) Absolute Empathy(절대적 공감)을 바탕으로 창의성과 열정을 통해 세상 모든 것과 자유롭고 평등한 의사소통을 할 수 있는 혁신적인 인공지능 기술을 제공
2) Strategy Thinking(전략적 사고)와 Professional Mentality(프로의식)을 바탕으로 끊임없이 전문성을 실현해 모든 것과 완벽히 소통하는 최고의 SW로 미래를 선도
3) Fierce Action(치열한 행동)을 통해 현재에 안주하지 않고 미래를 위한 끊임없는 도전으로 자유로운 의사소통의 풍요로움을 제공

## 홈페이지 및 주요 서비스
- 와이즈넛 홈페이지
- 와이즈넛 현명한앤써니

## 연혁
2024년, 와이즈넛은 4년 연속 지능정보산업협회가 주관하는 '2024 Emerging AI+X TOP 100 기업'으로 선정되었으며, 2019년에 이어 경기도 유망중소기업 재인증에 선정되었다.
2023년, 와이즈넛은 윤석열 대통령 미국ㆍUAE 경제사절단 순방에 인공지능 대표기업으로 동행하였으며, 부산 벡스코에서 열린 ‘2023 대한민국 정부 박람회’에서 디지털플랫폼정부 실현 공적을 입증, 유공 위원장 표창을 받았다. 또한 대한민국 대표 SW기업으로서 와이즈넛의 자체 기술력과 인공지능 및 클라우드(SaaS) 서비스 우수성을 인정받아 제22회 대한민국 SW기업 경쟁력 대상에서 과학기술정보통신부 장관상을 수상했으며, ‘HCLT 2023’ 최우수 논문으로 선정되며 언어처리 AI 기술력을
```
입증하였다.
[
25
]
 또한 일본 도쿄에서 열린 '2023 코리아 ICT 엑스포 인 재팬'에 참가해 공공분야 DX(디지털 전환) 구축 노하우와 전략을 공유
[
26
]
하였으며, 일본 히타치GP, 웰스톤 등 현지 대형 파트너사와의 꾸준한 협력을 통해 일본 내 시장 입지를 다지고 있다.
```

2022년, 와이즈넛은 제21회 대한민국 SW기업 경쟁력 대상 기업역량 강화부문에서 최우수상을 수상했으며 한국판 뉴딜 추진 기여 유공 국무총리 표창을 수상했다. 또한 인공지능 산업의 선순환 생태계 구축 및 활성화에 기여함을 인정받아 '2022 대한민국 인공지능산업대상'에서 지능정보산업협회 회장상을 수상했다. 2022년 3월 베스핀글로벌과 클라우드 서비스 사업 협력과 기술교류를 위한 업무협약을 체결했다. 2022년 12월 클라우드 산업대상 우수 기업 부문 과학기술정보통신부 장관상을 수상했으며, 연이어 핵심산업 클라우드 플래그십 프로젝트 디지털워크 부문으로 과학기술정보통신부 장관상을 수상했다.
또한 일본 웰스톤과 검색엔진 Search Formula-1 V7의 일본어판의 판매, 개발지원에 대한 협약을 체결하며, 글로벌 사업 확대에도 노력했다.
2021년, 와이즈넛은 올해의 디지털 뉴딜 우수기업으로 선정되어 한국지능정보사회진흥원장 표창을 수상했으며WISE i Chat V3로 2021 대한민국 임팩테크 대상 한국경제신문 사장상을 수상했다.
한국교통안전공단 챗봇 '탠젤봇', 창원대학교 챗봇, 오산시 차량등록사업소 '까봇',한국방송통신대학교 입학상담 챗봇 '소통이',등의 챗봇 상용화 사례를 구축했다. 또한 2021년 8월 인공지능 검색 솔루션인 SF-1 V7이 업그레이드 출시했으며, 경기도 미래기술학교와 업무협약을 통해 '데이터 산업인력 양성사업'에 참여했다.
2020년, 와이즈넛은 WISE i Chat으로 파이낸셜타임즈 2020 아시아태평양 고성장 기업에 선정되었으며, 인텔리전스 대상에서 지능형 제품부문 대상을 수상했다. 병무청 민원상담 챗봇(아라), 한국남부발전 사내 업무 자동화 챗봇(MY CODI), 서울시(서울톡), 인천공항공사(에어봇)등, 중앙대학교(찰리), 명지대학교(마루봇) 등의 챗봇 상용화 사례를 구축했다. 뿐만 아니라, 2020년 2월 코로나19 재난 상황에 대한 사회 공헌 활동으로 대한민국 국민이면 누구나 대상별 맞춤 정보를 실시간 확인할 수 있는 ‘코로나19 챗봇’ 베타 버전을 제공했다.
2019년, 와이즈넛은 제 18회 대한민국 SW 기업경쟁력 대상 IT솔루션 분야에서 최우수 기업으로 선정되었으며, 민간주도형 전자정부서비스 아이디어 공모전에서 우수상을 수상했다. 신한은행(쏠메이트 오로라), LX한국국토정보공사(랜디톡), 아주대학교(새봇), 교보생명(러버스), 서울시 다산콜재단(톡톡120) 등 인공지능 챗봇을 구축했다.
2018년, 와이즈넛은 과학기술정보통신부 AI 전문기업으로 간담회를 개최했다. 또한, 행정안전부 전자정부 민관협력포럼 위원 및 기획재정부 혁신성장본부 자문위원으로 강용성 대표이사가 위촉되었다. 와이즈넛은 인천국제공항공사 챗봇, 노랑풍선 여행챗봇 및 항공챗봇, 이천도자기축제 안내봇 등을 성공적으로 구축하였으며, 홈페이지 및 어플 등의 매체를 통해 쉽게 접할 수 있다.
2017년, 와이즈넛은 '제17회 모바일 기술대상'에서 인공지능 챗봇 와이즈 아이챗으로 국무총리상을 수상했고, 인공지능 기업으로서는 유일하게 문재인 대통령 방중 경제사절단에 포함되어 삼성, 현대, LG, SK 등과 한-중 비즈니스 포럼에 참석했다. 또한, 금융권 최초로 도입된 대신증권(벤자민) 챗봇을 비롯하여, CJ대한통운 택배조회 챗봇, 경기도청(세정봇) 등의 인공지능 챗봇을 구축했다.
2016년, 와이즈넛은 ‘K-Global 데이터 글로벌’ 수출 유망 기업으로 선정되며 해외수출 역량에 대해 확인받았다.
2015년, 와이즈넛은 박근혜 대한민국 대통령과 함께 경제사절단으로 중남미와 미국을 순방하며 해외 시장을 확대했으며, 인공지능기반 빅데이터 분석 글로벌 업체 루미노소(Luminoso)와 업무 협약을 맺는 성과를 얻었다.
2014년, 와이즈넛은 대한민국 일하기 좋은 우수 SW 중견/소기업으로 선정되었으며, 2014년 전자 ICT산업 특허경영대상과 제 1회 대한민국 소프트웨어 품질대상 최우수상을 수상했다.
특히, '2014 대한민국 전국동시지방선거’ 관련 한국형 선거 빅데이터 분석 사이트인 ‘Choice 2014’를 제공하여 유관자 넷심분석을 제공하며 관심을 모았다.
2013년, 강용성 신임대표가 취임하며 글로벌 빅데이터 시장으로 사업을 확대했다. 일본 히타치솔루션즈(대표 카이치로 시쿠마)와의 판매 대리점 계약을 통해 일본내 자사의 솔루션 공급을 본격화했다.
2012년, 와이즈넛은 대치동에서 국내 IT산업의 중심인 판교 테크노밸리로 사옥을 이전했다.
2011년 와이즈넛은 소프트웨어 프로세스 품질인증인 SP인증 2등급을 획득했다. 2010년에 이어 2년연속 상반기 고객만족부문 히트상품에 선정되었다.
2009년 와이즈넛은 대한민국에서의 활동뿐 아니라, 일본, 중국 등에 현지 사무소 및 현지 R&D센터를 개설하는 등 글로벌 시장개척을 위해 상호를 "코리아와이즈넛"에서 "와이즈넛"으로 변경했다.
2008년 와이즈넛 본사 연구소와 함께 해외의 기술개발 협업 모델 구축을 위해 중국 상해에 R&D 센터(아이진소프트)를 개소했다.
2007년 와이즈넛은 미국 뉴스포털 엔비씨닷컴(NBC.com)에 자사 제품인 검색솔루션을 공급하여 미국 시장에 진출했다. 와이즈넛은 2년 연속 검색솔루션 업계 최초 매출 100억 클럽에 가입했다.

2004년, 와이즈넛은 멕시코 정부 웹사이트에 통합검색을 구축하며 중남미 IT시장에 진출했다.
(주)와이즈넛은 2000년 (주)코리아와이즈넛으로 대한민국 법인을 설립했다.